# Kiss Rezső (festő)
Kiss Rezső (Budapest, 1889. december 26. – New York, 1953/1962) festő és grafikus.

## Életútja
Kiss Jakab asztalosmester és Weisz Berta (1857–1918) fiaként született. Tanulmányait Berlinben kezdte, majd Budapesten Kernstok Károlynál és Vajda Zsigmondnál, ezután Nagybányán, végül Párizsban tanult. Londonban telepedett le, László Fülöp tanítványa volt és 1909-ben főleg ott festett arcképeiből rendezett kiállítást. 1912-ben a Nemzeti Szalon ezüstérmét, a Műcsarnok 1916. évi tárlatán a Halmos Izidor-díjat, 1922-ben a Fészek-díjat nyerte el. Különösen mint arcképfestő az arisztokrácia és előkelő körök kedvelt reprezentatív festője; világítási hatásaikkal érdekes figurális képeivel és enteriőrjeivel tűnt fel. (Imádkozók; Szomorú hívek; Hollandi halász). Készített ezen kívül litográfiákat és rézkarcokat. Az 1920-as években Dél-Amerikában élt, 1925-ben Argentínában telepedett le. Két művét őrzi a Magyar Nemzeti Galéria.